# Zgodovina anglosaške Anglije
Anglosaška Anglija ali zgodnjesrednjeveška Anglija zajema obdobje od konca rimske vladavine v Britaniji v 5. stoletju do normanske osvojitve Anglije leta 1066. V primerjavi s sodobno Anglijo se je ozemlje Anglosasov raztezalo proti severu do današnjega Lothiana na jugovzhodu Škotske, in sprva ni vključevalo zahodnih območij Anglije, kot so Cornwall, Herefordshire, Shropshire, Cheshire, Lancashire in Cumbria.
Zaradi selitev ljudstev ter sprememb, ki so potekale tako v severni Galiji kot na obali Severnega morja, na območju današnje Nemčije in Nizozemske, sta bili 5. in 6. stoletje Anglije zaznamovani predvsem s  propadom gospodarskih mrež in političnih struktur ter s korenito preobrazbo v novo anglosaško jezikovno in kulturno identiteto. Anglosaški jezik, znan tudi kot stara angleščina, je bil tesno soroden jezikom, ki so se govorili na zgoraj omenjenih ozemljih, genetske raziskave pa potrjujejo, da je še pred koncem rimskega obdobja iz teh območij v v Britanijo prišlo do precejšnjega priseljevanja. Ohranjeni zapisi pravijo, da je bila Britanija razdeljena na majhne »tiranije«, ki so se sprva do neke mere opirale na rimske norme.
Do konca 6. stoletja je Anglijo obvladovala vrsta majhnih kraljestev, ki so jim vladale poganske dinastije, ki so se identificirale z različnimi celinskimi predniki. Manjše število kraljestev je ohranilo britansko in krščansko identiteto, vendar so bila do tega časa omejena le na zahodno Britanijo. Najpomembnejša anglosaška kraljestva v 5. in 6. stoletju običajno zaobjamemo z besedo Heptarhija, kar pomeni skupina sedmih kraljestev, čeprav se je število kraljestev skozi leta spreminjalo. Najmočnejša med njimi so bila Northumbrija, Mercija, Vzhodna Anglija, Essex, Kent, Sussex in Wessex. V 7. stoletju so anglosaška kraljestva v krščanstvo spreobrnili misijonarji iz Irske in evropske celine.
V 8. stoletju so Vikingi začeli pleniti Anglijo, v drugi polovici 9. stoletja pa so se v vzhodni Angliji začeli naseljevati Skandinavci. Kraljeva družina Wessex, ki se je Vikingom uprla iz juga, je postopoma prevzela prevlado. Leta 927 je kralj Ethelstan I. postal prvi kralj, ki je zavladal enotnemu kraljestvu Anglije. Po njegovi smrti so se danski priseljenci in druga anglosaška kraljestva ponovno uveljavili. Wessex se je strinjal, da bo Dancem plačeval tako imenovani danegeld, in leta 1017 je Anglija postala del Skandinavskega kraljestva kralja Knuta Velikega, personalne unije med Anglijo, Dansko in Norveško. Po Knutovi smrti leta 1035 je Angliji najprej vladal njegov sin Hartaknut, ki ga je nasledil njegov angleški polbrat Edvard Spoznavalec. Edvard je bil prisiljen živeti v izgnanstvu, po njegovi smrti leta 1066 pa je eden od pretendentov za prestol postal Viljem Osvajalec, vojvoda Normandije.
Viljemova invazija na Anglijo leta 1066 je končala anglosaško obdobje. Normani so preganjali Anglosase in strmoglavili njihov vladajoči razred ter ga nadomestili s svojimi lastnimi voditelji, ki so od tedaj naprej nadzorovali in vladali Angliji. Kljub temu je anglosaška identiteta preživela normansko osvojitev in skozi socialno in kulturno integracijo z rimsko-britanskimi Kelti, Danci in Normani postala sodobni angleški narod.

## Terminologija
V sodobnem času izraz »Anglosasi« (angleško Anglo-Saxons) strokovnjaki uporabljajo za skupno poimenovanje skupin ljudi, ki so v Britaniji govorile staroangleški jezik. Kot sestavljen izraz zajema različne angleško govoreče skupine in preprečuje morebitna nesporazuma, ki bi lahko nastala pri uporabi izrazov »Sasi« (angleško Saxons) ali »Angli« (angleško Angles) – oba izraza se lahko uporabljata bodisi kot skupinska poimenovanja za vse govorce staroangleškega jezika bodisi za določene plemenske skupine. Čeprav izraz »Anglosasi« ni bil pogosto uporabljan do sodobnega časa, ni sodobna iznajdba, saj se je uporabljal tudi v nekaterih posebnih kontekstih med 8. in 10. stoletjem.
Pred 8. stoletjem je bil najpogostejši skupni izraz za govorce stare angleščine »Sasi«, ki se od 4. stoletja dalje ni povezoval s posebno državo ali narodom, temveč z roparji v obalnih območjih britanskega Severnega morja in Galiji. Posebej zgodnja omemba Anglov izhaja iz 6. stoletja, ko je bizantinski zgodovinar Prokopij od frankovskih diplomatov izvedel, da je otok Britija, ki leži nedaleč od ustja Rena, naseljen s tremi narodi: Angli, Frizijci in Briti, ki jim vsakemu vlada svoj kralj (besede Sasi sploh ni uporabil).
V 8. stoletju so bili Sasi v Nemčiji obravnavani kot ločena država, pisci, kot so Beda, Alkuin in sveti Bonifacij, pa so začeli celotno skupino v Britaniji imenovati »angleški« narod (latinsko Angli, gens Anglorum ali staroangleško Angelcynn). V Bedovem delu se izraz »Sasi« včasih uporablja tudi za staroangleški jezik in za zgodnje poganske Anglosase pred prihodom krščanskih misijonarjev v Kent leta 597. Da bi jih ločil, je Beda poganske Sase na celini imenoval »stari Sasi« (latinsko antiqui saxones).
Podobno je tudi Bedov sodobnik, ki ni bil anglosaškega porekla, Pavel Diakon, različno označeval bodisi Angleže (Angli) bodisi Anglosase (latinski rodilnik v množini Saxonum Anglorum ali Anglorum Saxonum), kar mu je pomagalo razlikovati med angleškimi in evropskimi Sasi, o katerih je prav tako pisal. V Angliji se je ta sestavljeni izraz začel uporabljati v nekaterih posebnih primerih, tako v latinščini kot v staroangleščini. Alfred Veliki, zahodni saški kralj, je bil na primer v poznih 880. letih imenovan Anglosaxonum Rex, kar verjetno pomeni, da je bil dobesedno kralj tako angleškega (mercijskega) kot saškega kraljestva. Izraz »Angleži« (angleško English) se je kljub temu še naprej uporabljal kot splošni kolektivni izraz in postal prevladujoč. Povečana raba novih kolektivnih izrazov »angleški« ali »anglosaški«, predstavlja okrepitev ideje o enotni kulturni enotnosti med Anglosasi, ki so prej imeli identitete, ki so se razlikovale glede na različne regionalne skupine.
Zgodovinar James Campbell trdi, da je bilo šele v poznem anglosaškem obdobju mogoče Anglijo opisati kot nacionalno državo. Gotovo je, da se je koncept »angleškosti« razvijal zelo počasi.

## Konec rimske dobe in anglosaški izvor
Anglosaško obdobje se začne s koncem rimske vladavine v 5. stoletju našega štetja, vendar podrobnosti tega prehoda niso povsem jasne. Prvi znaki gospodarskega propada v Britaniji ter severni Galiji in Germaniji se v arheoloških zapisih kažejo že konec 4. stoletja, do leta 430 pa so v Britaniji evidentne korenite kulturne spremembe, kar se odraža v drugačnih načinih pogreba, gradbeni slogi in oblačilih. Tako arheološki dokazi kot genetski izsledki nakazujejo, da so na te spremembe vsaj v določeni meri vplivali priseljenci iz severnomorskih obal današnje Nizozemske, Nemčije in Danske, nekatere spremembe pa imajo vzporednice tudi s severno Galijo, ki je bila prav tako območje z vedno bolj oslabljeno rimsko nadvlado. Čeprav uporabe stare angleščine v tem obdobju ni mogoče potrditi, je njena sorodnost s staro frizijščino in staro saščino, ki sta se govorili na severnomorskih obalnih območjih evropske celine, dodaten posreden pokazatelj priseljevanja, ki je vplivalo na njen razvoj.
Čeprav obstaja pogosto prepričanje, da sta bila anglosaški jezik in kultura nenadoma uvožena po propadu rimskega cesarstva, so bili germanski vojaki iz območij v bližini delte Rena v Britanijo pripeljani že na začetku rimskega vladanja v Britaniji leta 43, tako da sta imela anglosaški jezik in kultura morda že v tem času pomembno vlogo v rimski družbi. Pisni zapisi se ujemajo z genetskimi dokazi, da so se takšna gibanja ljudi pred koncem rimskega vladanja povečala. Izraz »Sasi« so rimski avtorji začeli uporabljati v 4. stoletju, sprva za označevanje germanskih roparjev iz območij severno od frankovskih plemen, ki so živela najbližje delti Rena. Ti viri poročajo, da so Sasi od konca 3. stoletja povzročali nemire na obalah Severnega morja in Rokavskega preliva. Med najzgodnejšimi omembami Sasov so bili ti navedeni kot zavezniki upornikov cesarja Karazvija, ki je imel sedež v Britaniji, in Magnencija. V 3. ali 4. stoletju so Rimljani imenovali vojaškega poveljnika, ki je bil zadolžen za nadzor nad verigo obalnih utrdb na obeh straneh kanala. Območje so poimenovali Saška obala (latinsko Litus Saxonicum).
Po navedbah zgodovinarja Amijana Marcelina iz 4. stoletja so leta 367 rimsko-britanske obrambne linije preplavili Skoti iz Irske, Pikti iz severne Škotske in Sasi v tako imenovani veliki zaroti. Leta 368 so cesarske sile pod poveljstvom Teodozija Starejšega porazile Sase, ki naj bi imeli oporišče v Britaniji in se usklajevali s Skoti in Pikti. Leta 382 je Magn Maksim porazil še eno invazijo Piktov in Skotov, vendar je naslednje leto svojo vojsko povedel v Galijo, kjer je uzurpiral prestol cesarja Gracijana in po pogajanjih s cesarjem Teodozijem I. postal cesar Britanije in Galije. V 390. letih je prišlo do nadaljnjih umikov rimskih vojakov iz Britanije, zadnji večji uvoz kovancev za plačilo vojakov pa je potekal okoli leta 400, nakar vojska ni bila več plačana.
Zgodnji krščanski berberski avtor Tertulijan je v 3. stoletju zapisal, da »krščanstvo najdemo celo v Britaniji«. Rimski cesar Konstantin je z Milanskim ediktom leta 313 uradno priznal krščanstvo, ki je bilo na Britanskem otočju uvedeno med rimsko okupacijo. V času vladavine cesarja Teodozija »Velikega« je krščanstvo postalo uradna religija Rimskega cesarstva.
Koliko Britov je bilo kristjanov, ko so se v Britaniji naselili poganski Anglosasi, ni jasno. Leta 431 je papež Celestin I. poskušal evangelizirati Irce, vendar je Sveti Patrik tisti, ki je zaslužen za njihovo množično spreobrnitev. Krščanska Irska se je nato lotila evangelizacije preostalih Britanskih otokov, sveti Kolumban pa je ustanovil versko skupnost v Ioni, ob zahodni obali Škotske, od koder je bil nato poslan sveti Ajdan, da med letoma 635 in 651 ustanovi svojo škofijo v Northumbriji, na otoku Lindisfarne. Tako je bila Northumbrija spreobrnjena s strani keltske (irske) cerkve.

## Hitre kulturne spremebe (400–550 n. št.)
Zadnji rimski vladar Britanije, samooklicani cesar Konstantin III., je v Britaniji nastanjeno rimsko vojsko preselil na celino. Rimsko-britanski državljani naj bi v tem obdobju izgnali svoje rimske uradnike. Nikoli več se niso pridružili Rimskemu cesarstvu. V kroniki Chronica Gallica iz leta 452 je zapisano, da so pomanjkanje organizirane vojske izkoristili saški osvajalci in v letih 409 ali 410 opustošili Britanijo. Prokopij iz Cezareje v sredini 6. stoletja piše, da po strmoglavljenju Konstantina III. leta 411 »Rimljani niso nikoli uspeli ponovno osvojiti Britanije, ki je od tedaj naprej ostala v rokah tiranov«.
Rimski Briti so kljub temu pozvali cesarstvo, naj jim pomaga odvrniti napade Sasov, Piktov in Skotov. Hagiografija svetega Germana iz Auxerra trdi, da je pomagal voditi obrambo proti invaziji Piktov in Sasov leta 429. Okoli leta 430 arheološki zapisi začenjajo nakazovati na relativno hiter propad rimske materialne kulture in njeno nadomestitev z anglosaško. Chronica Gallica iz leta 452 za leto 441 navaja: »Britanske province, ki so do tega časa utrpele različne poraze in nesreče, so podvržene saški vladavini.« Britanski opat Gildas, ki je pisal nekaj generacij kasneje, poroča, da so Briti med letoma 445 in 454 pisali rimskemu vojaškemu poveljniku Flaviju Eciju (latinsko Flavius Aetius) v Galiji in ga prosili za pomoč, vendar brez uspeha.
Ker to ni uspelo, Gildas poroča, da je neimenovani rimsko-britanski »ponosni tiran« povabil »Sase« v Britanijo, da bi jo pomagali braniti pred Pikti in Skoti. Delovali so v okviru vojaškega sporazuma v rimskem slogu kot foederati, kar jim je dalo pravico do zemlje v Britaniji. Po besedah Gildasa so ti Sasi prišli v konflikt z rimsko-britanskimi vladarji, ko niso dobili zadostnih mesečnih zalog. V odziv so preplavili celotno državo in se nato vrnili v svoje rodne kraje. Britanci so se nato uspešno združili pod vodstvom Ambrozija Avrelijana (latinsko Ambrosius Aurelianus) in se maščevali. Zgodovinar Nick Higham to imenuje »vojna saških zaveznikov«. Končala se je po rimsko-britanski zmagi v bitki pri Badonu (latinsko Mons Badonicus), katerega lokacija ni več znana. Gildas, za razliko od mnogo poznejših anglosaških pisateljev, ni omenjal nobenega trajnega spora proti »Sasom«. Namesto vojn proti tujcem se v njegovih besedilih pritožuje nad tem, da je bila država razdeljena na majhna kraljestva, ki so se med seboj vojskovala, kar je oviralo varno potovanje po državi.
Stoletja kasneje so anglosaški pisci nasprotno videli dogodke, ki jih je opisal Gildas, kot začetek množičnega preseljevanja ljudi iz severne Evrope, kar vpliva na zgodovinarje še danes. Po Bedovem poročilu so na klic »anglskim in saškim ljudstvom« (latinsko Anglorum sive Saxonum gens) najprej odgovorile tri ladje, ki sta jih vodila brata Hengist in Horsa (»Žrebec in Konj«), ter Hengistov sin Oisk (zgodnje staroangleško Oisc). Nekateri sodobni raziskovalci so predlagali, da sta »Hengist« in Oisk morda spomin na isto osebo, imenovano Anseh (latinsko Ansehis), ki je v Ravenski kozmografiji imenovan kot vodja »starih Sasov«, ki je svoje ljudstvo popeljal v Britanijo in tako skoraj izpraznil svojo državo. Beda je verjel, da je regija, ki so si jo ti Sasi prisvojili, ležala na vzhodnem delu Britanije. Glede njihovega izvora Beda navaja poganske narode, ki so v 8. stoletju živeli v Germaniji in »iz katerih se ve, da so izšli Angli ali Sasi, ki danes naseljujejo Britanijo; zaradi česar jih sosednji Briti še vedno napačno imenujejo »Germani«: Frizijci, Rugini (verjetno iz Rügena), Danci, »Huni« (v tem obdobju Panonski Avari, katerih vpliv se je raztezal severno do slovansko govorečih območij v srednji Evropi), »stari Sasi« (latinsko antiqui Saxones) in »Boructuari«, za katero besedo se domneva, da se nanaša na Bruktere blizu reke Lippe. Beda je verjel, da je bila dežela Anglov zaradi teh selitev izpraznjena.
Pri konkretnem saškem sporu, o katerem poroča Gildas, ostajajo sodobni zgodovinarji glede njegovega časa in relativnega pomena, ki ga je imel v smislu vpliva na celotno kulturo ali prebivalstvo, ki se je že v poznem 4. stoletju začelo hitro spreminjati, negotovi. Bolj splošno strokovnjaki še naprej razpravljajo o času in obsegu migracij s celinske obale Severnega morja. Tradicionalna interpretacija nenadne anglosaške imigracije ter prisilnega izseljevanja ali iztrebljanja lokalnega prebivalstva, kot jo je v 8. stoletju na podlagi Gildasovega pričevanja podal Beda, je imela velik vpliv na zgodovinsko razumevanje. Po Bedovem poročilu so ti dogodki pomenili začetek množičnega in nasilnega vdora Anglosasov v Britanijo po koncu rimske oblasti leta 411. Prihod vojakov, ki ga opisuje Gildas, je postal adventus Saxonum – glavni dogodek priseljevanja, kateremu je sledilo obdobje spopadov med majhnimi poganskimi anglosaškimi kraljestvi na vzhodu in majhnimi krščanskimi britskimi kraljestvi na zahodu. Anglosasi so postopoma porazili Brite in s silo prevzeli velik del Britanije, s čimer so ustvarili Anglijo. Po tej tradicionalni pripovedi so bili etnični Anglosasi in etnični Briti ločeni in različni narodi, ki so se zavedali vojne med seboj. Domneva se, da so morali Briti, ki so živeli v anglosaških kraljestvih, bodisi oditi bodisi se asimilirati v tujo kulturo.
Genetska študija iz leta 2022 je uporabila sodobne in stare vzorce DNK iz Anglije in sosednjih držav, da bi proučila vprašanje fizične migracije Anglosasov. Študije je ugotovila, da je prišlo do obsežne imigracije moških in žensk v vzhodno Anglijo iz »severne celinske« populacije, ki ustreza zgodnjesrednjeveškemu prebivalstvu iz območja, ki se je raztezalo od severne Nizozemske prek severne Nemčije do Danske, z začetkom v rimski dobi in s hitrim povečanjem v 5. stoletju. Pogrebni dokazi kažejo, da so bili domačini in priseljenci pokopani skupaj, z uporabo enakih običajev, ter da so imeli mešane potomce. Avtorji ocenjujejo, da učinkoviti deleži teh skupin v sodobnem angleškem genetskem poreklu znašajo med 25 % in 47 % od »severnocelinske« populacije, med 11 % in 57 % od britskih prednikov iz železne dobe, ter med 14 % in 43 % od bolj razpršene migracije v južno Anglijo, iz bližnjih območij, kot sta današnja Belgija in Francija. Zaznane so bile pomembne regionalne razlike v deležu severnocelinskega porekla – ta je bil nižji na zahodu, najvišji pa v Sussexu, Vzhodnem Midlandsu in Vzhodni Angliji.